# Bariqíes
Bárik (también transcrito como Báreg o Bárig, árabe: بارق) es una tribu de Bareg Saudita suroeste de Arabia. Pertenece a la antigua tribu de Al-Azd que tiene muchos clanes vinculados a la misma.
 en lo que va ancestros, AWS, Khazraj y Khuza'a Banu, y todos los demás pertenecen a al-Azd. Bareg tribu había emigrado después de la "Presa de Marib" se derrumbó por tercera vez en el siglo I.